# Asplenium pachychlamys
Asplenium pachychlamys är en svartbräkenväxtart som beskrevs av Carl Frederik Albert Christensen. Asplenium pachychlamys ingår i släktet Asplenium och familjen Aspleniaceae. Inga underarter finns listade.